# Alfonso al III-lea d'Este, Duce de Modena
Alfonso al III-lea d'Este (n. 22 octombrie 1591, Ferrara, Statele Papale – d. 24 mai 1644, Castelnuovo di Garfagnana, Toscana, Italia) a fost Duce de Modena și Reggio din 1628 până în 1629. El a fost soțul Prințesei Isabela de Savoia, fiica lui Carol Emanuel I de Savoia (1562–1630) și a Infantei Catalina Micaela a Spaniei.  

## Biografie
Născut la Ferrara, el a fost fiul Ducelui Cesare d'Este de Modena și a Virginiei de Medici. În 1613 a luat parte la războiul împotriva Lucca și a deținut un rol important în asasinarea contelui Ercole Pepoli, care își disputa ducatul cu Cesare (1617).
În 1608 el s-a căsătorit cu Isabela de Savoia, fiica regelui Carol Emanuel I de Savoia. Profund îndrăgostit de ea, când Isabela a murit în 1626 el  s-a apropiat de religie. Când a murit tatăl său, în 1628, Alfonso a devenit Duce de Modena și Reggio. Totuși, în iulie 1629 el și-a anunțat abdicarea. La 8 septembrie în același an a intrat la călugării capucini sub numele de fra' Giambattista da Modena.
S-a distins ca predicator și a ajutat oamenii în timpul ciumei care a lovit ducatul în 1630-1631. În anul următor a revenit la Modena, dar discursurile sale împotriva costumelor curții l-au făcut nebinevenit, așa că s-a retras la o mănăstire din Castelnuovo di Garfagnana, construită de fiul său, Ducele Francesco I, unde a murit în 1644.

## Copii
- Cesare d'Este (1609–1613), a murit în copilărie;
- Francesco d'Este (1610–1658), viitorul Duce de Modena; s-a căsătorit cu Maria Farnese, Vittoria Farnese și Lucrezia Barberini; a avut copii;
- Obizzo d'Este (1611–1644), episcop de Modena;
- Caterina d'Este (1613–1628), călugăriță;
- Cesare d'Este (1614–1677), a murit celibatar;
- Alessandro d'Este (1615), a murit în copilărie;
- Carlo Alessandro d'Este (1616–1679), a murit celibatar;
- Rinaldo d'Este (1618–1672) Cardinal;
- Margherita d'Este (1619–1692), s-a căsătorit cu Ferrante al III-lea Gonzaga, Duce de Guastalla;
- Beatrice d'Este (1620), a murit în copilărie;
- Beatrice d'Este (1622–1623), a murit în copilărie;
- Filiberto d'Este (1623–1645);
- Bonifazio d'Este (1624), a murit în copilărie;
- Anna Beatrice d'Este (1626–1690), s-a căsătorit cu Alessandro al II-lea Pico della Mirandola și a avut copii; mama ei Isabela a murit dându-i ei naștere.

1. ↑  RKDartists, accesat în 28 aprilie 2018